# Georg Thies (Schauspieler, 1867)
Georg Thies (* 1. Mai 1867 in Hannover; † im März 1917 ebenda) war ein deutscher Theaterschauspieler und -regisseur. Der Humorist trat nebenher auch als Lehrer und Regisseur bei Privataufführungen in Erscheinung.

## Leben
Georg Thies wurde 1867 in Hannover geboren als der Sohn des Schauspielers Ernst Clamour Thies (1830–1895), bei dem er sowohl seine kaufmännische Ausbildung durchlief als auch seinen Schauspielunterricht erhielt.
In der Gründerzeit des Deutschen Kaiserreichs debütierte der Jugendliche im Jahr 1883 in Hamburg am dortigen Stadttheater.
Vermutlich von 1890 bis 1892 arbeitete Thies in Dortmund, bevor er in Rostock am dortigen Stadttheater tätig wurde.
In den Jahren 1896 und 1897 arbeitete Thies in Lübeck am Lübecker Stadttheater, wurde jedoch ebenfalls 1897 Mitglied des Bremer Stadttheaters. Ebenfalls in Bremen feierte der Künstler im Jahr 1908 auch sein 25-jähriges Bühnenjubiläum.
Georg Thies starb zur Zeit des Ersten Weltkrieges im März 1917 in Hannover noch vor Vollendung seines 50. Lebensjahres.